# Georg Melchior Kraus

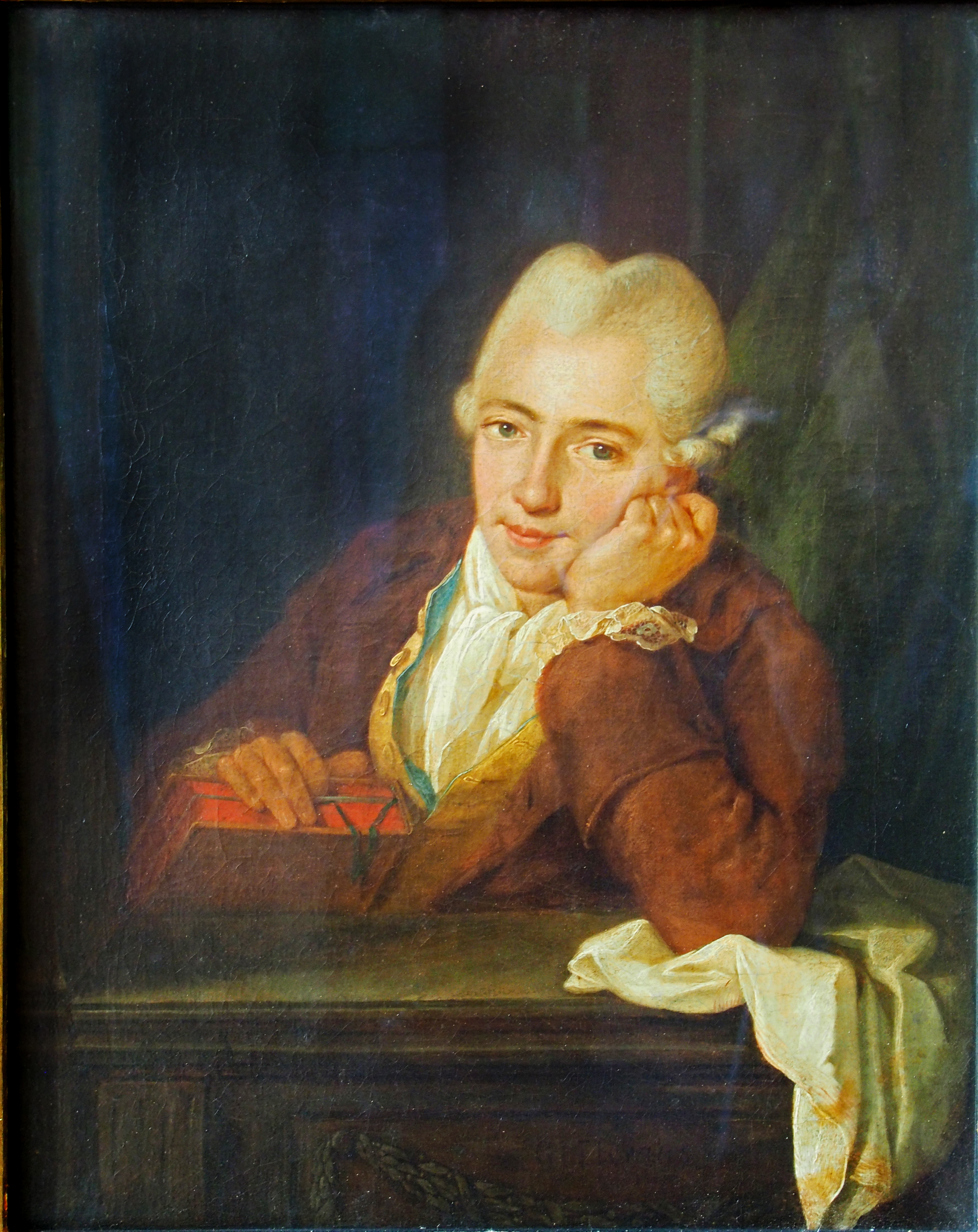
Georg Melchior Kraus (Selbstporträt 1774/1775)

Georg Melchior Kraus (* 26. Juli 1737 in Frankfurt am Main; † 5. November 1806 in Weimar) war ein deutscher Künstler. Er war Schüler Johann Heinrich Tischbeins des Älteren, Maler, Pädagoge und Unternehmer und war befreundet mit Johann Wolfgang von Goethe. Er zählt zu den gleichermaßen bekannten wie populären deutschen bildenden Künstlern des 18. Jahrhunderts.

## Leben
Georg Melchior Kraus kam als sechstes von neun Kindern zur Welt. Fünf seiner Geschwister starben noch vor Vollendung ihres ersten Lebensjahrs. Seine Eltern Cornelia geb. Paulsen und Johann Georg Kraus führten den Gasthof „Zur weissen Schlangen“ in der Sandgasse in Frankfurt am Main. Der Junge war acht Jahre alt, als sein Vater nach dem frühen Tod der Mutter erneut heiratete.
Von 1759 bis 1762 bildete der Hofmaler Johann Heinrich Tischbein der Ältere am Kasseler Hof des Landgrafen Friedrich II. Georg Melchior Kraus in seinem Atelier zum Maler aus. Im November 1762 reiste Kraus zur Weiterbildung zu einem der wichtigsten Kupferstecher der damaligen Zeit, Johann Georg Wille in Paris, wo er auch den Genremaler Jean-Baptiste Greuze kennenlernte. In Paris führte er den Titel peintre de genre familier de S. A. S. le prince Evêque de Wirsbourg.
Am Ende des Jahres 1766 kehrte Kraus nach Frankfurt zurück. Er war dort zunächst als privater Zeichenlehrer und Genremaler tätig. Seine Kontakte nach Frankreich pflegte er weiterhin, so wurde er 1776 auf der Aufstellung von Colisée als Genremaler aufgeführt. In Frankfurt erteilte er neben Sophie von La Roche, Friedrich Heinrich Jacobi und anderen auch Johann Wolfgang von Goethe Zeichenunterricht. In einer Bittschrift an den Rat der Reichsstadt vom 2. April 1767 bemühte er sich vergeblich um die Errichtung einer Malerakademie. Es folgten einige Jahre, in denen er zu wechselnden Auftraggebern zog und immer wieder nach Frankfurt zurückkehrte. Durch die Fürsprache seines Pariser Studienkollegen Jacob Matthias Schmutzer wurde Kraus 1768 als auswärtiges Mitglied in die „freye Kaiserl. Königl. Kupferstecher-Akademie“ in Wien berufen. Im Sommer 1770 reiste er für eineinhalb Jahre in die Schweiz, dann wechselten wieder die Aufenthalte, die ihn bis nach Erfurt führten.

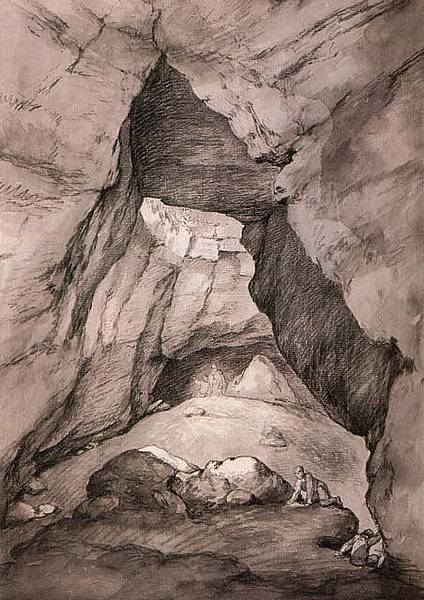
Die Einhornhöhle im Harz, Zeichnung von Kraus um 1784

Dort fand Kraus 1773 den Kontakt zu Persönlichkeiten wie Christoph Martin Wieland und Friedrich Justin Bertuch, die ihn am Weimarer Hof einführten. Nach mehreren kurzen Besuchen zog Kraus im Herbst 1775 dauerhaft nach Weimar. Er verbrachte dort, abgesehen von kleineren Reisen, die gesamte zweite Lebenshälfte. Er freundete sich mit Bertuch an, der damals Geheimsekretär und Schatullenverwalter des jungen Herzogs Carl August von Sachsen-Weimar war. Zusammen reichten Kraus und Bertuch 1774 in Weimar eine Denkschrift „Entwurf einer mit wenigen Mitteln hier zu errichtenden freien Zeichenschule“ ein. 1775 unterrichtete er bei einem Besuch in seiner Heimatstadt Frankfurt Goethe über die Weimarer Verhältnisse, noch bevor dieser eine Einladung von Herzog Carl August erhielt, der als eine seiner ersten Amtshandlungen 1776 die „Fürstliche freie Zeichenschule“ in Weimar gründete und finanzierte. Georg Melchior Kraus wurde zum ersten Direktor berufen und behielt diese Stellung bis zu seinem Tode. Neben ihm unterrichteten u. a. der Bildhauer Martin Gottlieb Klauer sowie die Maler Konrad Horny und Johann Ernst Heinsius. 1784 begleitete Kraus Goethe auf dessen dritter Harzreise (8. August bis 14. September 1784), um geologische Studien in Zeichnungen festzuhalten.
1786 gaben Kraus und der umtriebige Verleger Bertuch, der auch Besitzer einer 1780 gegründeten florierenden Blumen- und Galanteriewarenfabrik war, das Journal der Moden heraus. Die zum Teil kolorierten Kupfertafeln schuf Kraus zu jedem Heft, oder ließ sie über seine Zeichenschule schaffen, die den Wert der Zeitschrift noch erhöhten. Weltoffen und mit Geschick verstanden es beide, das Journal schnell über die Grenzen Deutschlands hinaus bekannt- und beliebtzumachen und es zu einem der erfolgreichsten journalistischen Unternehmen jener Zeit werden zu lassen.

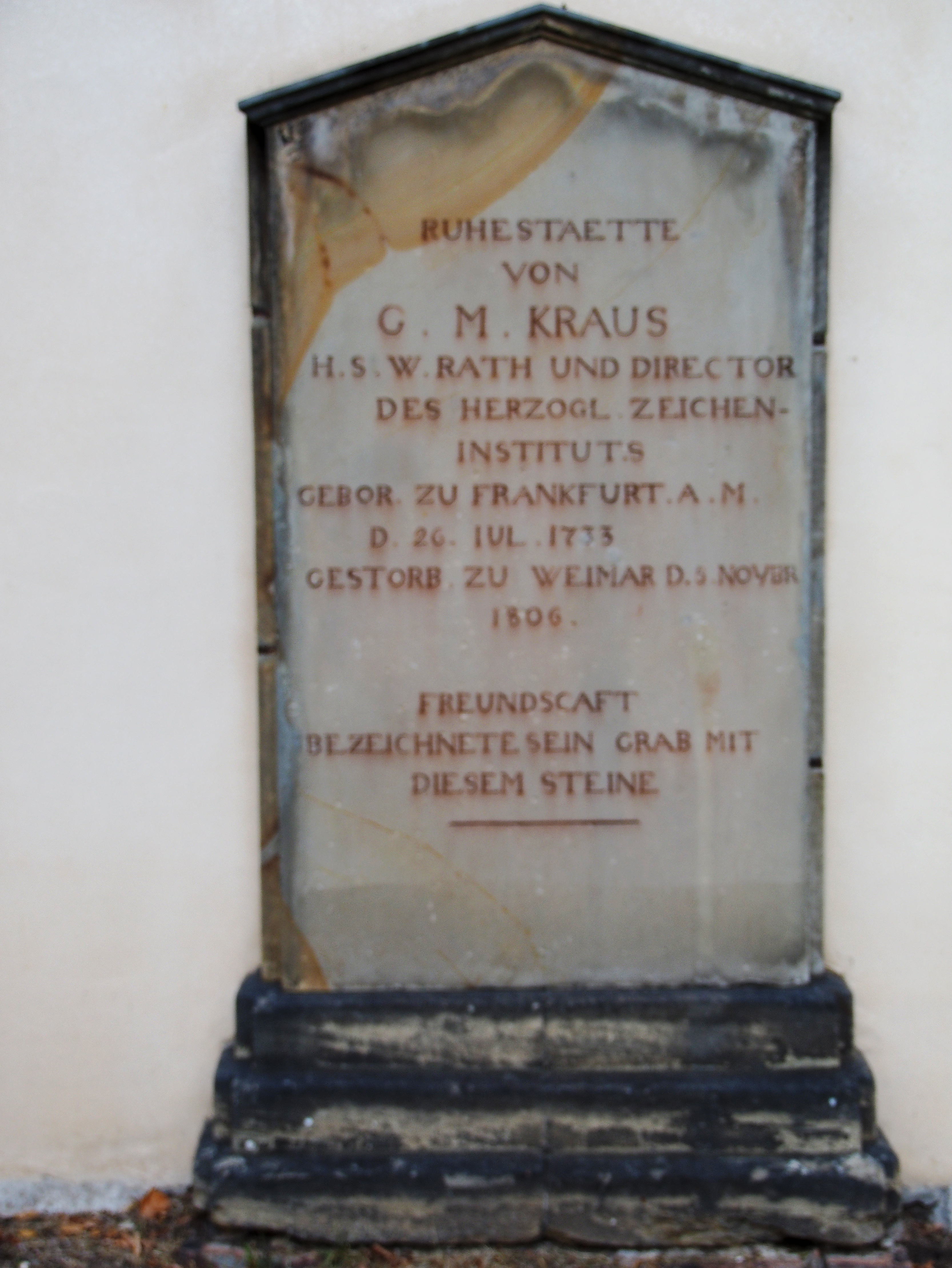
Kraus’ Grabstein auf dem Jakobskirchhof in Weimar

Angetrieben vom Erfolg begann Bertuch 1790 mit dem Bilderbuch für Kinder, für das Kraus und seine Zeichenschule ebenfalls die Kupferstiche fertigten. Einer der für ihn tätigen Stecher war Johann Christian Ernst Müller. Kraus war allgemein in Weimarer Kreisen gerne gesehen. „Jung und alt, Hof und Bürgerschaft, Räte, Dichter und Adel, Pagen und ihre Erzieher saßen hier nebeneinander, Eltern lernten zugleich mit ihren Kindern.“ (Felix Pischel).  Im Winterhalbjahr 1781/1782 hielt Goethe Vorlesungen über Anatomie. Er sagte über Kraus: „Er selbst war der angenehmste Gesellschafter; gleichmütige Heiterkeit begleitete ihn durchaus; dienstfertig ohne Demut, gehalten ohne Stolz, fand er sich überall zu Hause …“ Goethe nahm Kraus oft auf seinen Reisen ins Thüringische, in den Harz und auch nach Mainz mit, wo er die Belagerung der Stadt skizzierte (Bild im Landesmuseum Mainz).
Im Jahre 1806, nach dem Sieg Napoleons in Jena und Auerstedt, überrannten und plünderten französische Soldaten Weimar. Sie überfielen auch das Haus von Kraus. Freund Bertuch nahm den verwundeten Maler bei sich auf und pflegte ihn, dieser überlebte seine Verletzungen aber nur um wenige Wochen. Kraus starb am 5. November 1806 im Alter von 69 Jahren in Weimar, wo er auf dem Jacobsfriedhof Weimar in der Cranachgruft beigesetzt wurde.

## Galerie

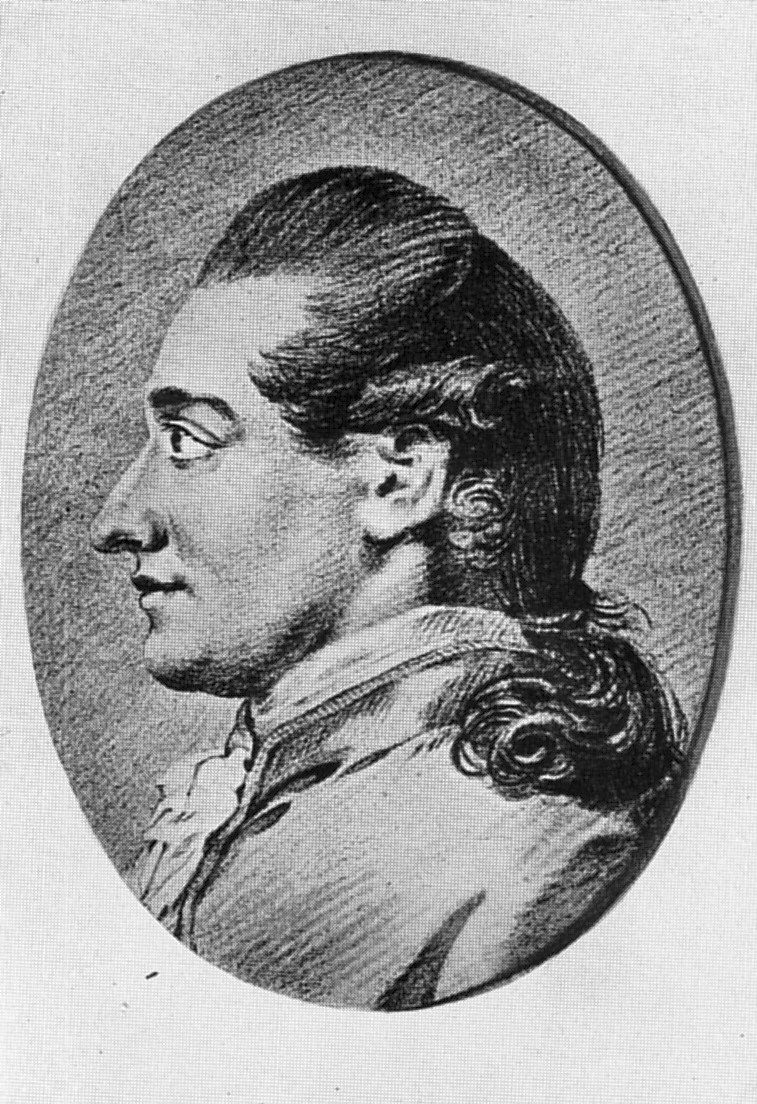
Johann Wolfgang von Goethe 1776
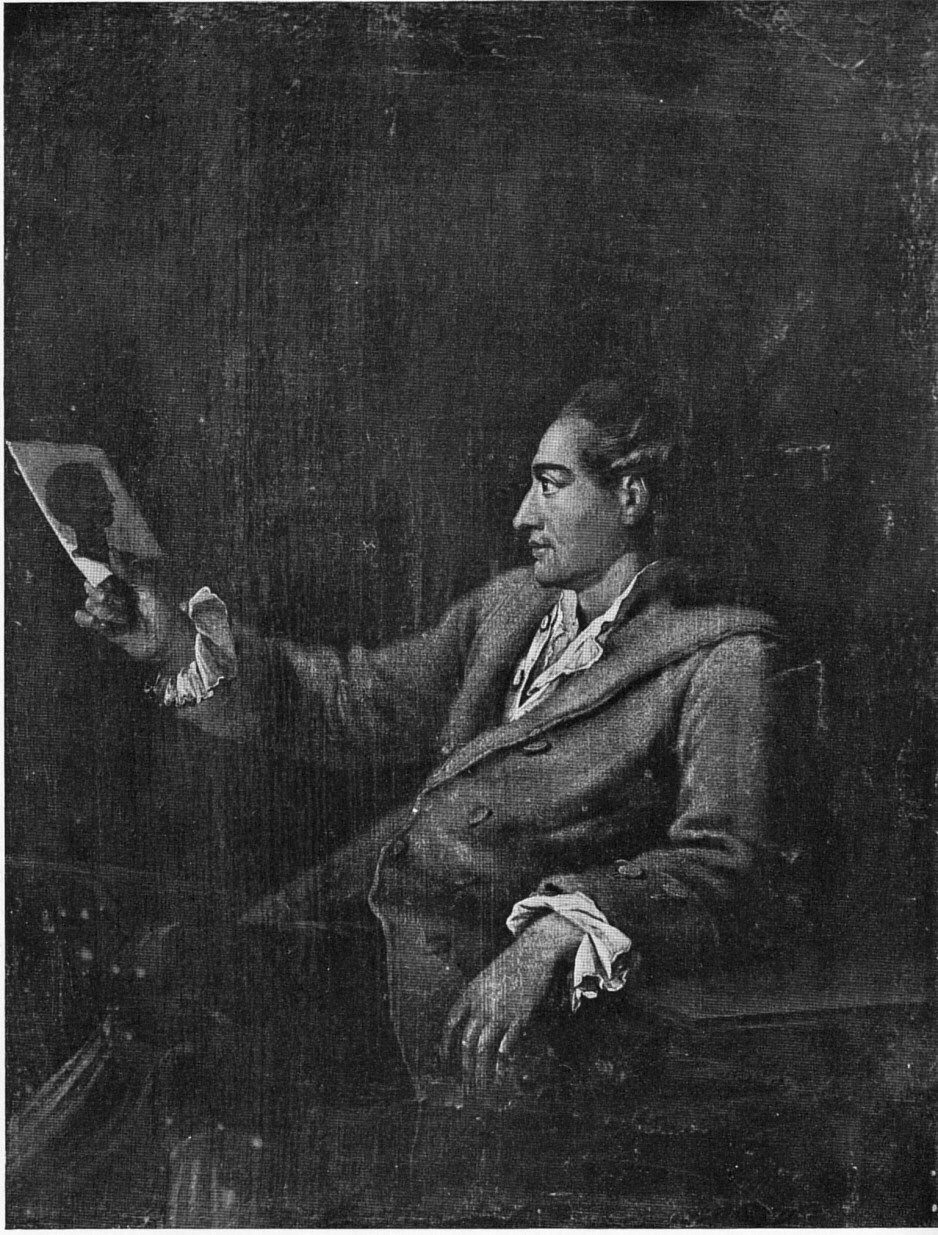
Johann Wolfgang von Goethe 1777
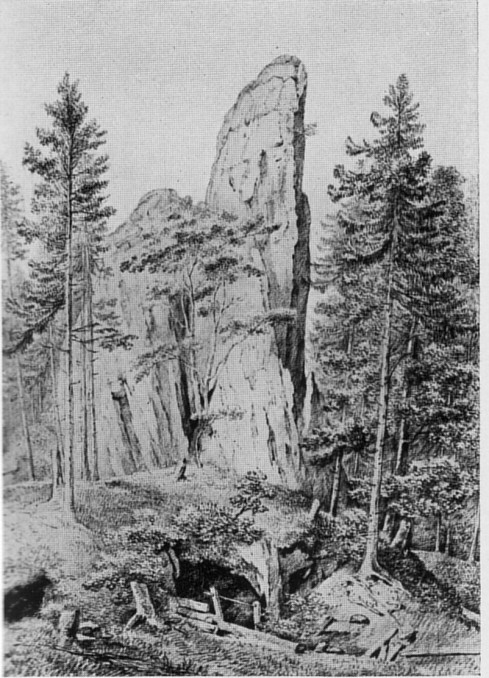
Der Hübichenstein im Harz 1784
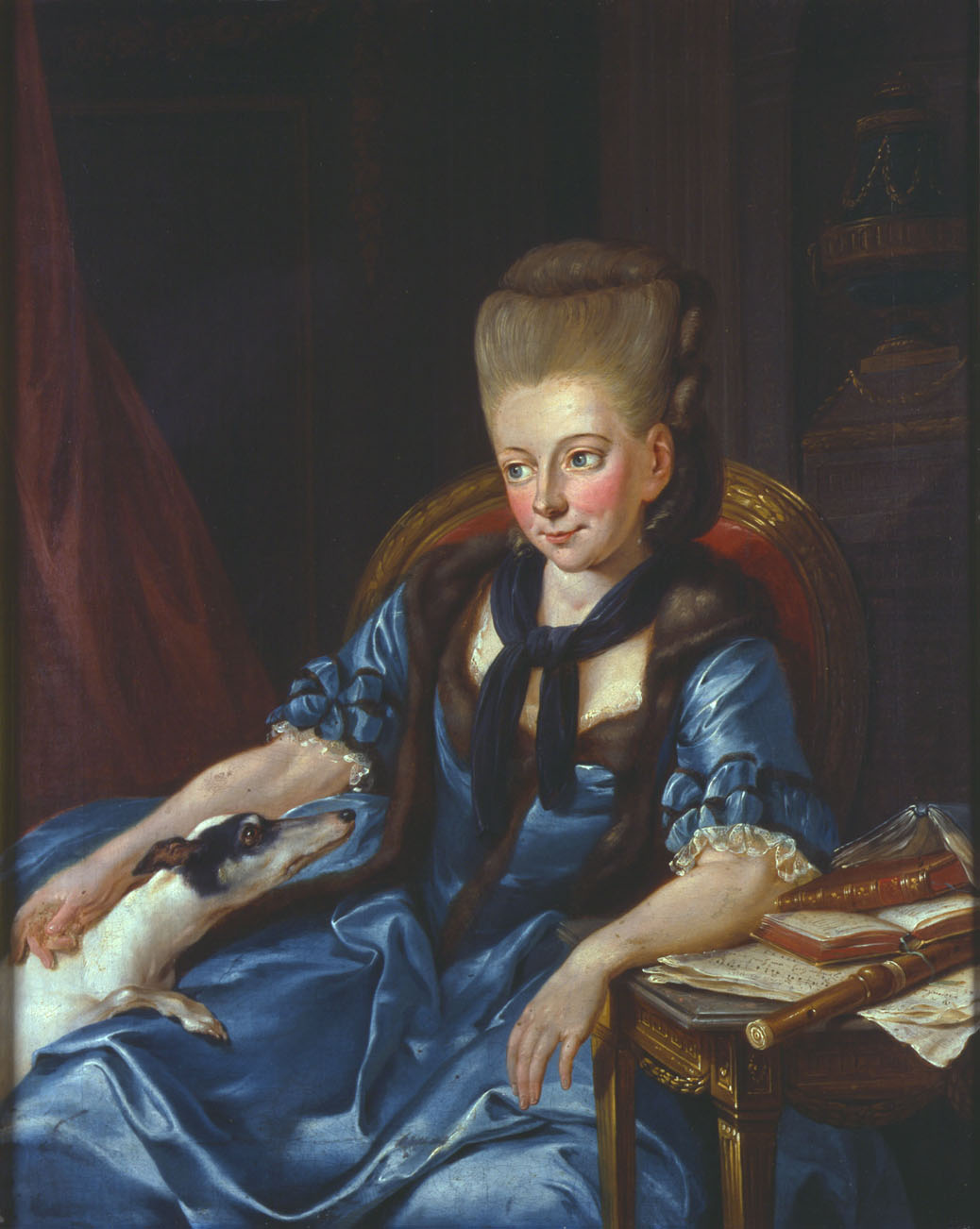
Anna Amalia von Braunschweig-Wolfenbüttel, Herzogin von Sachsen-Weimar-Eisenach
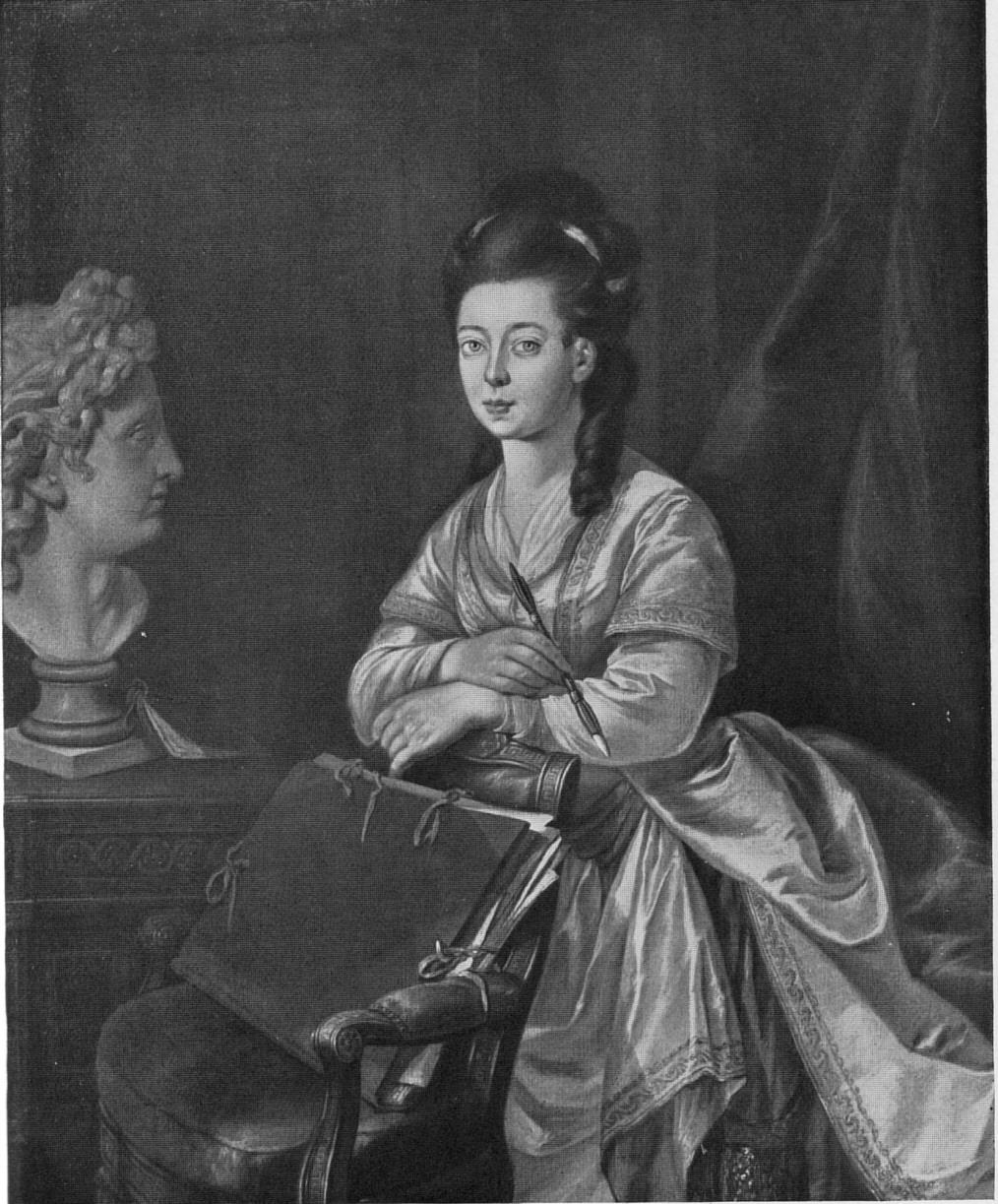
Herzogin Luise von Hessen-Darmstadt
Lieberhaberaufführung des Postzuges von Ayrenhoff
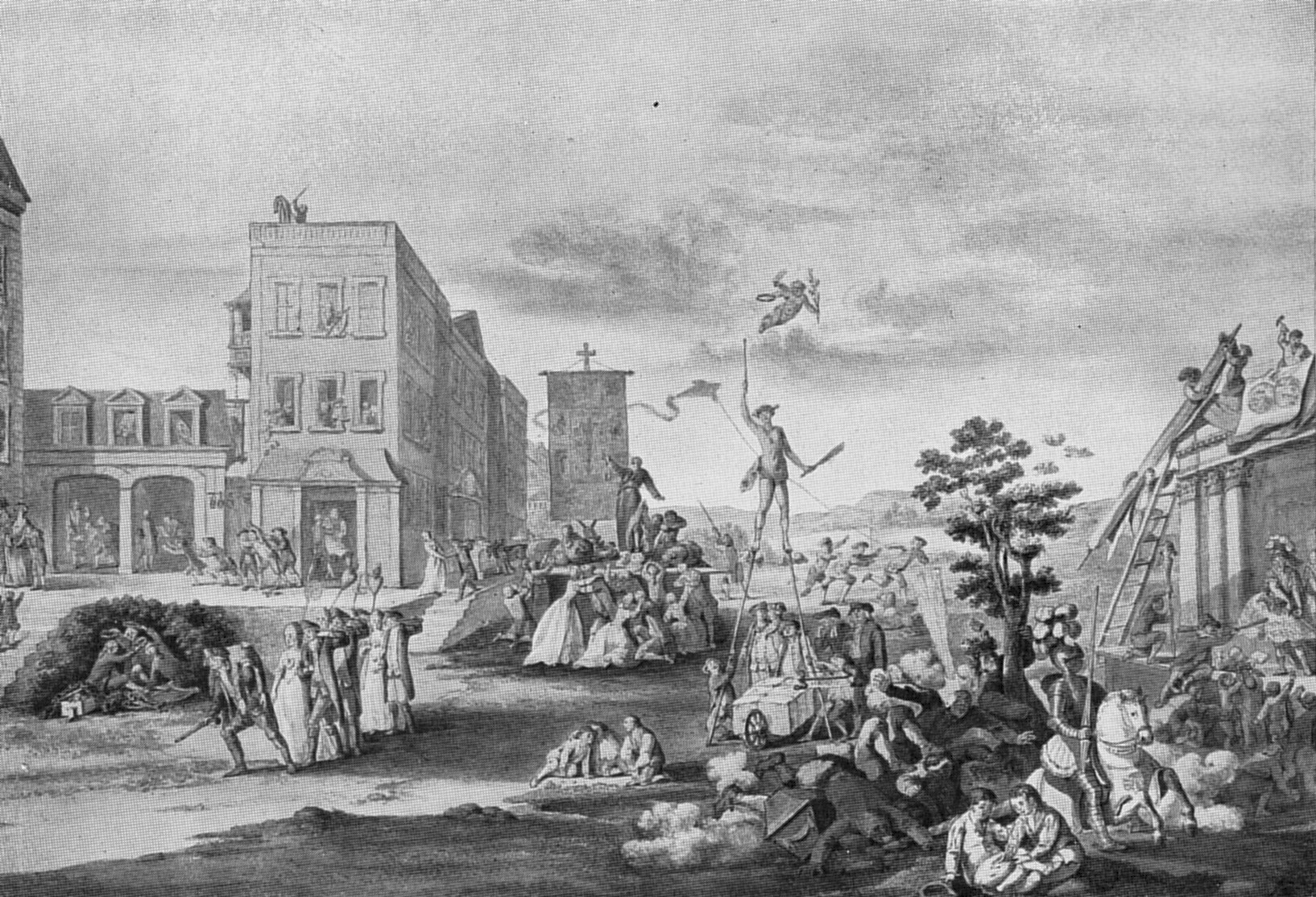
Das Neueste von Plundersweilern
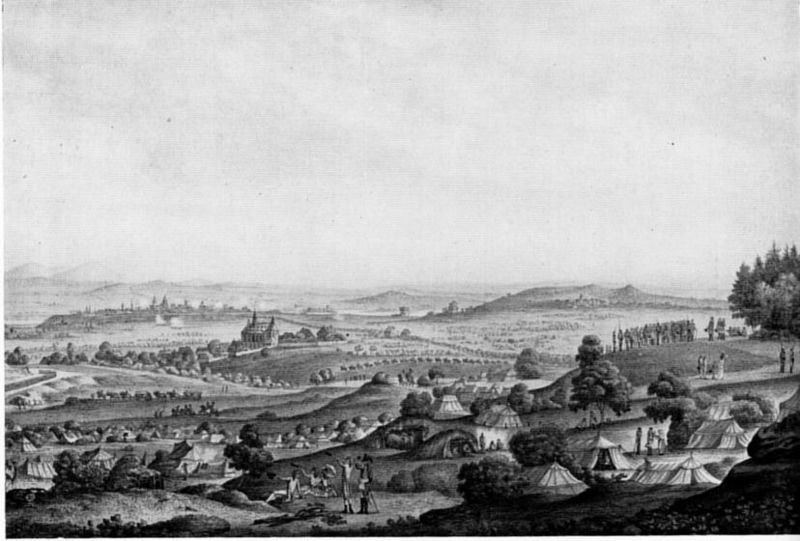
Belagerung von Mainz 1792

## Ehrungen
In der Weimarer Parkvorstadt im Bereich  der Großmutterleite gibt es einen nach ihm benannten Krausweg.

## Schriften
- Journal der Moden. Expedition dieses Journals, Weimer 1.1786 (Digitalisat)
- A. B. C. des Zeichners. 4. vermehrte Auflage, Weimar 1803 Digitalisat.
- Aussichten und Parthien des Herzogl. Parks bey Weimar. Hrsg. von Ernst-Gerhard Güse und Margarete Oppel. Weimar 2006, ISBN 3-7443-0137-0.